# Amolops wangyali
Amolops wangyali — вид жаб родини жаб'ячих (Ranidae). Описаний у 2022 році.

## Етимологія
Вид названо на честь бутанського герпетолога Джігме Тшелтріма Ванг'яла, офіцера Департаменту лісового та паркового господарства Міністерства сільського господарства та лісів Бутану. Джігме є досвідченим бутанським герпетологом і опублікував багато статей на цю тему.

## Поширення
Ендемік Бутану. Виявлений в районі Трашіганг на сході країни.